# Грегг Аракі
Грегг Ара́кі (фр. Gregg Araki; нар. 17 грудня 1959, Лос-Анджелес, Каліфорнія, США) — американський кінорежисер, сценарист та продюсер, представник незалежного кінематографу і New Queer Cinema.

## Біографія
Грегг Аракі народився в Лос-Анджелесі, штат Каліфорнія, 17 грудня 1959 року в сім'ї етнічних японців — американців у першому поколінні. Аракі закінчив Школу кіно і телебачення Університету Південної Каліфорнії (University of Southern California) і потім деякий час працював музичним критиком у місцевій газеті.
Бюджет його перших двох фільмів «Троє здивованих в ночі» (1987) і «Довгий вікенд (відчаю)» (1989) не перевищував 5000 доларів кожен, Аракі знімав їх на чорно-білу плівку стаціонарною камерою. Ці любительські стрічки мали певний успіх на невеликих незалежних кінофестивалях і навіть отримали низку нагород.
По-справжньому широка популярність прийшла до Аракі після показу його третього фільму «Оголений дріт» (1992) на кінофестивалі «Санденс». Знята в жанрі роуд-муві, картина розповідала історію двох двадцятирічних ВІЛ-позитивних гомосексуалів, що ховаються від поліції після випадкового вбивства. Дивний мікс з гомосексуальності, гомофобії і насильства привернув увагу критиків і частини глядачів: фільм вартістю 20 тисяч доларів зібрав у прокаті майже 700 тисяч.
Наступний етап у кар'єрі режисера пов'язаний з роботою над наповненою чорним гумором «апокаліптичною трилогією для тінейджерів» (The Teenage Apocalypse Trilogy), в якій ним досліджувалися всілякі підліткові страхи і фобії. Трилогію відкрила «нарізка з п'ятнадцяти випадково вибраних уривків» під оптимістичною назвою «Цілковитий п.» (1993), продовжило криваве роуд-муві «Покоління DOOM» (1995), що має не позбавлений самоіронії підзаголовок «перший гетеросексуальний фільм Грегга Аракі», а завершила чорна комедія «Ніде» (1997) — розповідь про один день з життя групи каліфорнійських старшокласників, що проходить під девізом «Sex, drugs, violence» («Секс, наркотики, насильство»). У всіх цих фільмах знявся актор Джеймс Дювал — alter ego кінорежисера.
Окремої уваги заслуговують саундтреки до фільмів трилогії, в яких можна почути композиції груп Coil і Ministry, Nine Inch Nails і Filter, Marilyn Manson і Hole, Radiohead і Blur, Massive Attack і The Chemical Brothers, Front 242 і The Future Sound Of London, та інших.
Після закінчення «The Teenage Apocalypse Trilogy» у творчості Аракі настав період затишшя. 1999 року на екрани вийшла комедія «Розкішне життя», позбавлена типових для Аракі похмурості і кривавості. Після цього фільму, у 2000 році канал MTV запропонував режисерові зайнятися серіалом «Так закінчується світ», але з потрібного на пілотну серію бюджету в 1,5 мільйона доларів канал виділив лише 700 000 $. Аракі зробив пілотну серію за 700 000 і передав MTV, але після монтаж (кіно)у, канал відмовився від ідеї знімати серіал. Після цього настала пауза майже в чотири роки.
У вересні 2004 року на Венеційському кінофестивалі відбулася світова прем'єра фільму «Загадкова шкіра». У цій стрічці, заснованій на однойменному романі Скотта Гейма 1995 року, Аракі з незвичною для нього серйозністю розповів історію двох вісімнадцятирічних хлопців, що намагаються здолати наслідки сексуального насильства, пережитого ними в дитинстві. За словами режисера, він прагнув зробити «Загадкову шкіру» «такою, що інтригує так само, як і фільми Девіда Лінча і виписаною таким же тонким пером, як стрічки Вонга Карвая».
21 січня 2007 року на кінофестивалі «Санденс» у рамках програми «Північ» була представлена нова стрічка Аракі «Реготуха» — знята за 22 дні комедія про юну акторку (у виконанні Анни Феріс), що з'їла по незнанню велику тарілку кексів з марихуаною. Фестивальна публіка тепло зустріла новий проєкт режисера. Проте, в США фільм не вийшов в прокат: він недовго йшов в одному з кінотеатрів Лос-Анджелеса, а потім вийшов на DVD. Десята стрічка Аракі «Ба-баху» була представлена на Каннському кінофестивалі (2010) і отримала першу в історії фестивалю нагороду «Queer Palm». Наступний фільм Аракі «Білий птах у заметілі» — екранізація однойменного твору Лори Касішке, вийшов у 2014 році.

## Особисте життя
Грегг Аракі ідентифікував себе як «гея-американця азійського походження», проте, попри цю заяву, починаючи з 1997 року він мав стосунки з акторкою Кетлін Робертсон, яку він знімав у «Ніде».

## Фільмографія
| Рік  | Українська назва       | Оригінальна назва                    | Примітки     |
| ---- | ---------------------- | ------------------------------------ | ------------ |
| 1987 | Троє здивованих в ночі | Three Bewildered People in the Night |              |
| 1989 | Довгий вікенд (відчаю) | The Long Weekend (O'Despair)         |              |
| 1992 | Оголений дріт          | The Living End                       |              |
| 1993 | Цілковитий п.          | Totally F***ed Up                    |              |
| 1995 | Покоління DOOM         | The Doom Generation                  |              |
| 1997 | Ніде                   | Nowhere                              |              |
| 1999 | Розкішне життя         | Splendor                             |              |
| 2000 | Так закінчується світ  | This Is How the World Ends           | телевізійний |
| 2004 | Загадкова шкіра        | Mysterious Skin                      |              |
| 2007 | Реготуха               | Smiley Face                          |              |
| 2010 | Ба-бах!                | Kaboom                               |              |
| 2014 | Білий птах у заметілі  | White Bird in a Blizzard             |              |

## Відеокліпи
- 1996 — Trash, Suede
- 1999 — The Jag, The Micronauts

## Визнання
| Нагороди та номінації Грегга Аракі               | Нагороди та номінації Грегга Аракі                      | Нагороди та номінації Грегга Аракі | Нагороди та номінації Грегга Аракі |
| Рік                                              | Категорія                                               | Фільм                              | Результат                          |
| ------------------------------------------------ | ------------------------------------------------------- | ---------------------------------- | ---------------------------------- |
| Міжнародний кінофестиваль у Локарно              |                                                         |                                    |                                    |
| 1987                                             | Приз Ернеста Артаріа                                    | Троє здивованих в ночі             | Перемога                           |
| Асоціація кінокритиків Лос-Анджелеса             |                                                         |                                    |                                    |
| 1989                                             |                                                         | Довгий вікенд (відчаю)             | Перемога                           |
| Кінофестиваль «Санденс»                          |                                                         |                                    |                                    |
| 1992                                             | Гран-прі журі                                           | Оголений дріт                      | Номінація                          |
| Каталонський міжнародний кінофестиваль у Сіджасі |                                                         |                                    |                                    |
| 1997                                             | Найкращий фільм                                         | Ніде                               | Номінація                          |
| Міжнародний кінофестиваль в Бергені (Норвегія)   |                                                         |                                    |                                    |
| 2004                                             | Приз журі                                               | Загадкова шкіра                    | Перемога                           |
| Міжнародний кінофестиваль в Хіхоні               |                                                         |                                    |                                    |
| 2004                                             | Гран-прі Астурія за найкращий художній фільм            | Загадкова шкіра                    | Номінація                          |
| Брисбенський міжнародний кінофестиваль           |                                                         |                                    |                                    |
| 2005                                             | Міжконфесійний приз                                     | Загадкова шкіра                    | Номінація                          |
| Товариство кінокритиків Австралії                |                                                         |                                    |                                    |
| 2005                                             | Найкращий іноземний фільм — Англійська мова             | Загадкова шкіра                    | Номінація                          |
| Роттердамський міжнародний кінофестиваль         |                                                         |                                    |                                    |
| 2005                                             | Приз MovieZone                                          | Загадкова шкіра                    | Перемога                           |
| Міжнародний кінофестиваль в Сіеттлі              |                                                         |                                    |                                    |
| 2005                                             | Приз Golden Space Needle за найкращу режисерську роботу | Загадкова шкіра                    | Перемога                           |
| Премія товариства незалежного кіно Chlotrudis    |                                                         |                                    |                                    |
| 2006                                             | Найкращий адаптований сценарій                          | Загадкова шкіра                    | Номінація                          |
| Премія «Незалежний дух»                          |                                                         |                                    |                                    |
| 2006                                             | Найкращий режисер                                       | Загадкова шкіра                    | Номінація                          |
| 63-й Кінофестиваль міжнародний кінофестиваль     |                                                         |                                    |                                    |
| 2010                                             | Queer Palm                                              | Ба-бах!                            | Перемога                           |